# Baronía de Entenza
La baronía de Entenza fue una jurisdicción señorial con centro en el castillo de Entenza (Baja Ribagorza, Aragón, España). La baronía fue propiedad de la casa de Entenza. 

## Historia
La baronía fue establecida en el siglo Xiii. El 3 de diciembre de 1313 el rey aragonés Jaime II de Aragón compró la baronía por 100 000 sous barceloneses y 20 000 sous de censo anual de por vida.

## Distribución

### Ribera del Ebro
Las posesiones de los Entenza en la Ribera del Ebro se conocían con el nombre de baronía de Entenza. Cabe destacar Falset, Mora de Ebro, Tivisa, Altafulla, Ciurana, Ulldemolins, Cabacés, García, Marsá, Pratdip y Colldejou. Muchas de estas posesiones eran herencia de los Castellvell. En 1321, después de la muerte de Guillermo de Entenza y de Montcada, la baronía pasó al señorío real y las posesiones anexionadas al condado de Prades, del cual formaron parte. El condado de Prades fue otorgado al infante Pedro, hijo de Jaime II. Desde entonces la baronía de Entenza siguió las vicisitudes de este condado. Su capital era Falset.

### Cinca, Sobrarbe y Ribagorza
La baronía de Entenza en la zona de Alcolea de Cinca fue una jurisdicción señorial formada por la agrupación de pueblos de la baronía de Alcolea, que había pertenecido a la casa de Entenza. Teresa de Entenza, condesa de Urgel y vizcondesa de Ager, le aportó a su marido el infante Alfonso (futuro Alfonso IV de Aragón), junto con la Baronía de Antillón, y fue transmitida a su hijo el conde Jaime I de Urgel y sus sucesores.
Además de Alcolea de Cinca, las localidades que formaban parte de la baronía de Alcolea eran: Castelflorite, El Grado, Alerre, Samitier, Guaso, Morcat, Abizanda y Solana a la derecha del río Cinca, y Graus, Secastilla, Artasona, Clamosa y Puy de Cinca a la izquierda del Cinca, entre otros sitios de la Ribagorza y el Sobrarbe.